# Longvilliers (Pas-de-Calais)
Longvilliers ist eine französische Gemeinde mit 255 Einwohnern (Stand 1. Januar 2022) im Département Pas-de-Calais in der Region Hauts-de-France (vor 2016 Nord-Pas-de-Calais). Sie gehört zum Arrondissement Montreuil und zum Kanton Étaples. Die Einwohner werden Longvillois genannt.

## Lage
Die Gemeinde Longvilliers liegt am Bach Dordogne im Nordwesten des Artois, acht Kilometer nordöstlich der Küstenstadt Étaples. Nachbargemeinden von Longvilliers sind Cormont im Norden, Bernieulles im Nordosten, Inxent im Osten, Recques-sur-Course im Südosten, Bréxent-Énocq im Süden, Maresville im Südwesten, Tubersent im Westen sowie Frencq im Nordwesten. Im Nordosten der Gemeinde Longvilliers steht eine Windkraftanlage als Teil eines interkommunalen Windparks.

## Bevölkerungsentwicklung
| Jahr                       | 1962 | 1968 | 1975 | 1982 | 1990 | 1999 | 2007 | 2014 | 2022 |
| Einwohner                  | 294  | 297  | 263  | 243  | 244  | 249  | 229  | 256  | 255  |
| Quellen: Cassini und INSEE |      |      |      |      |      |      |      |      |      |

## Sehenswürdigkeiten
- Kirche Saint-Nicolas
- Ruinen des Schlosses aus dem 16. Jahrhundert

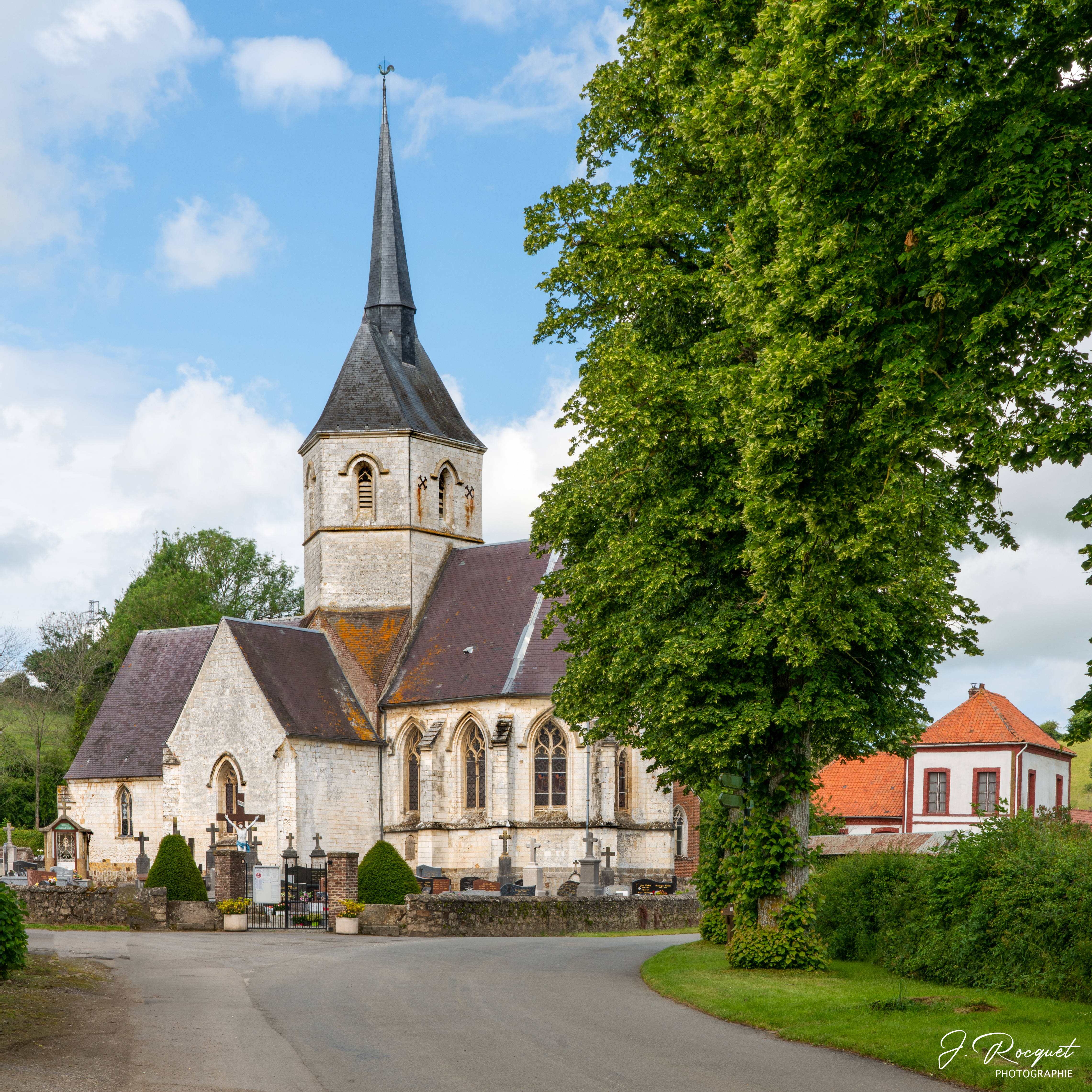
Kirche Saint-Nicolas
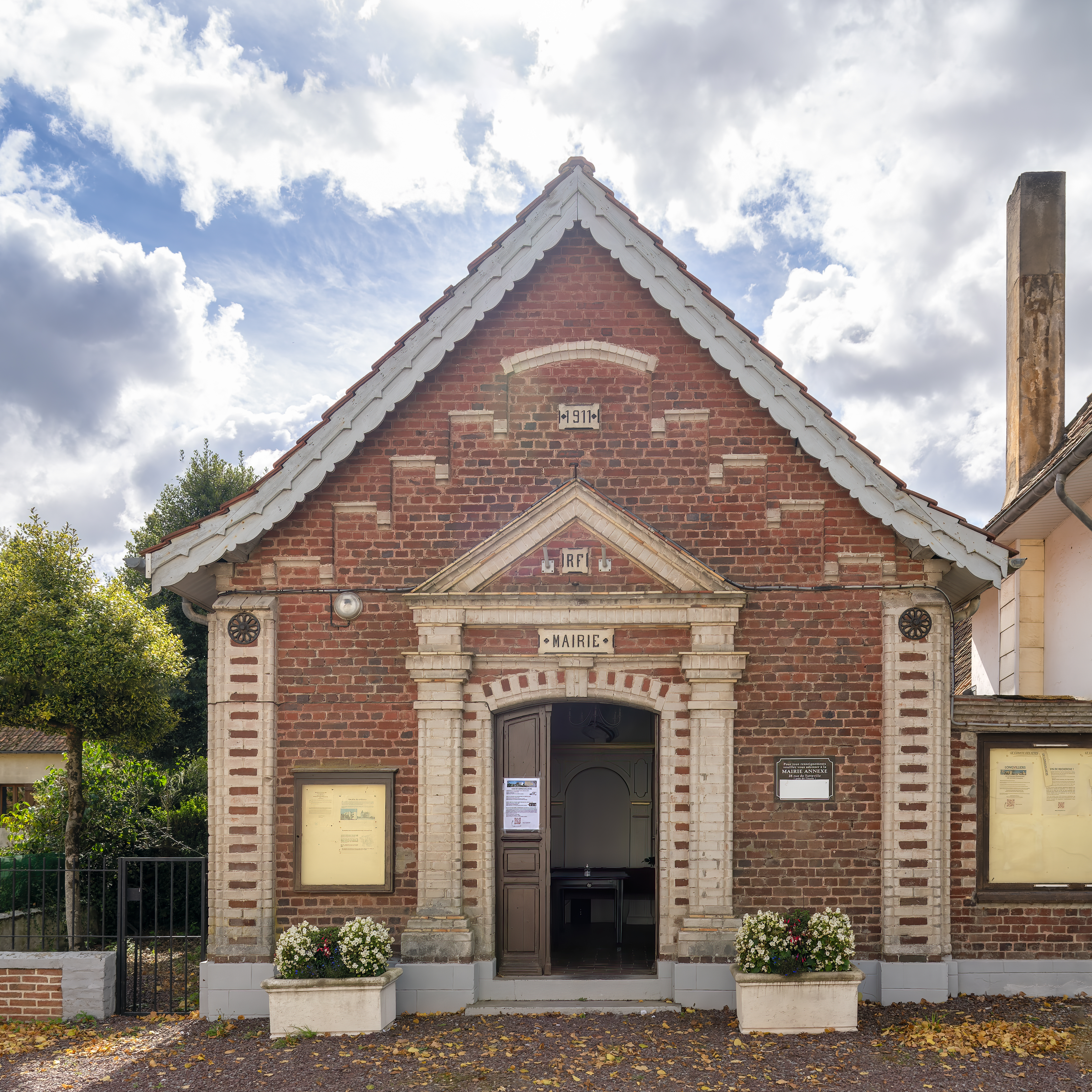
Mairie
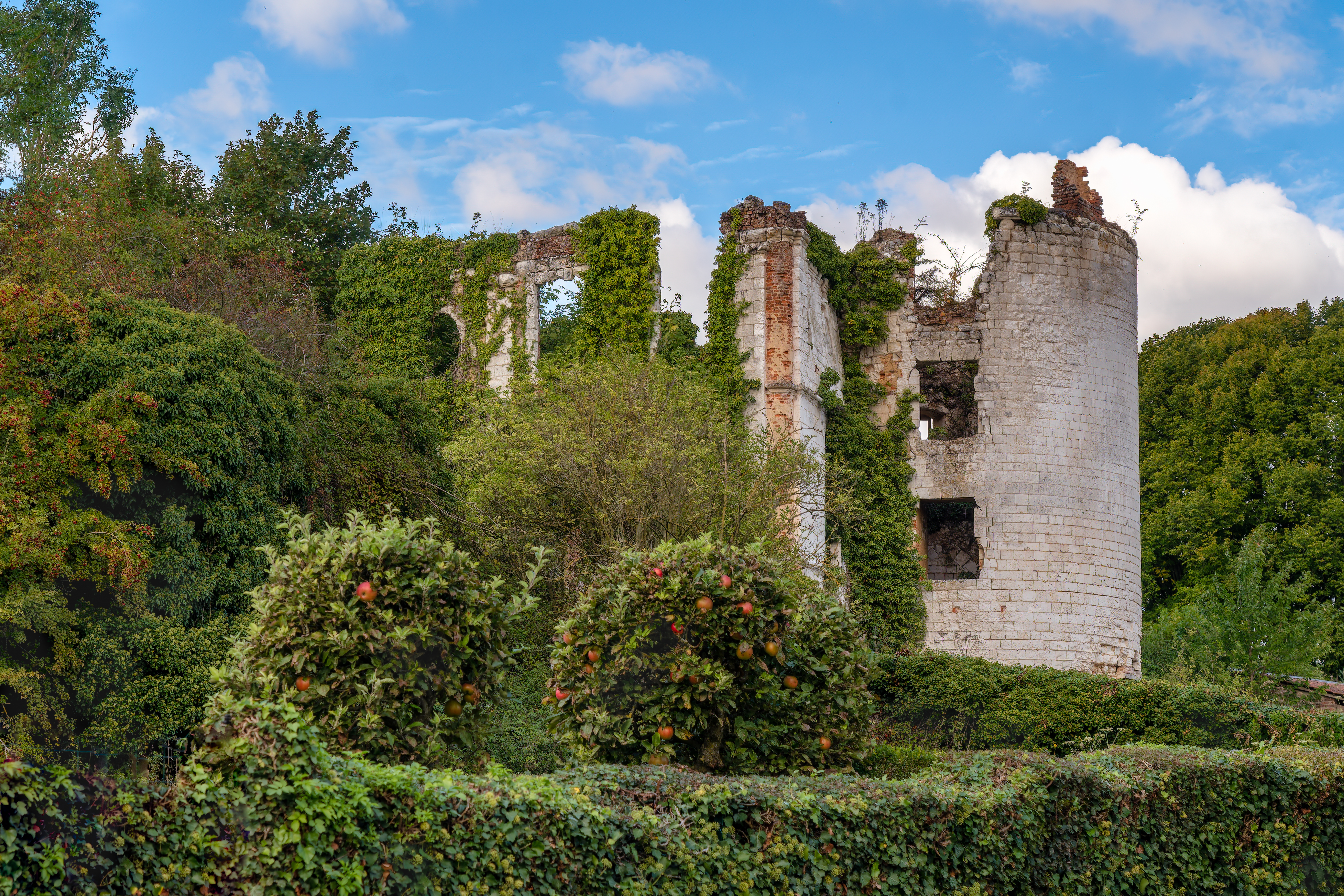
Schlossruine
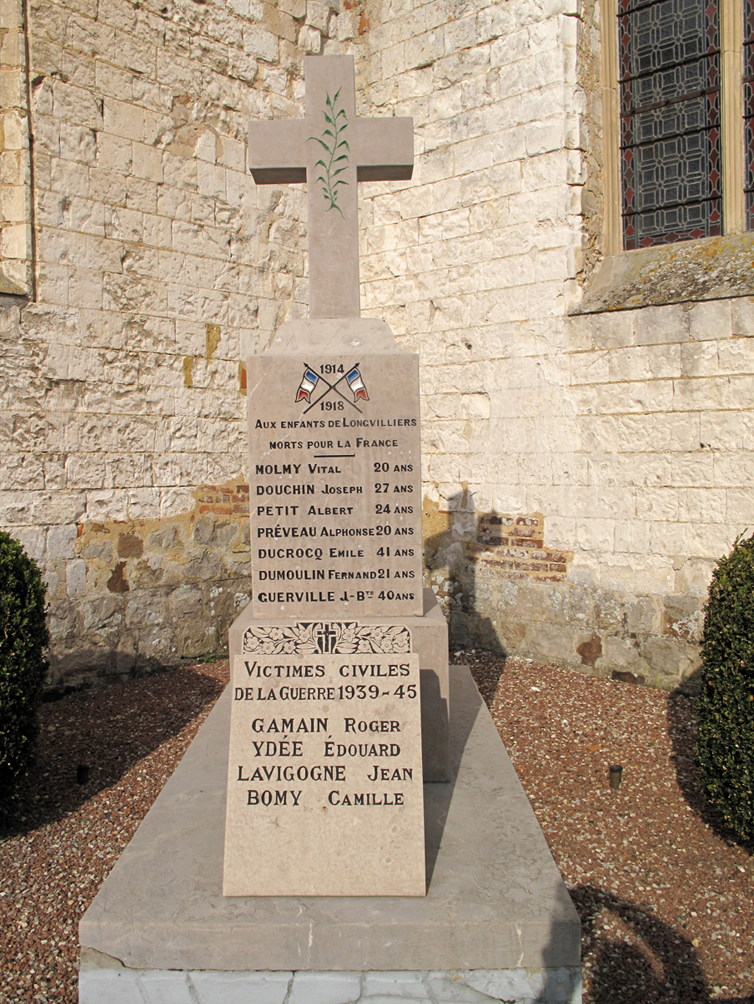
Gefallenendenkmal